# 튀르키예의 관광

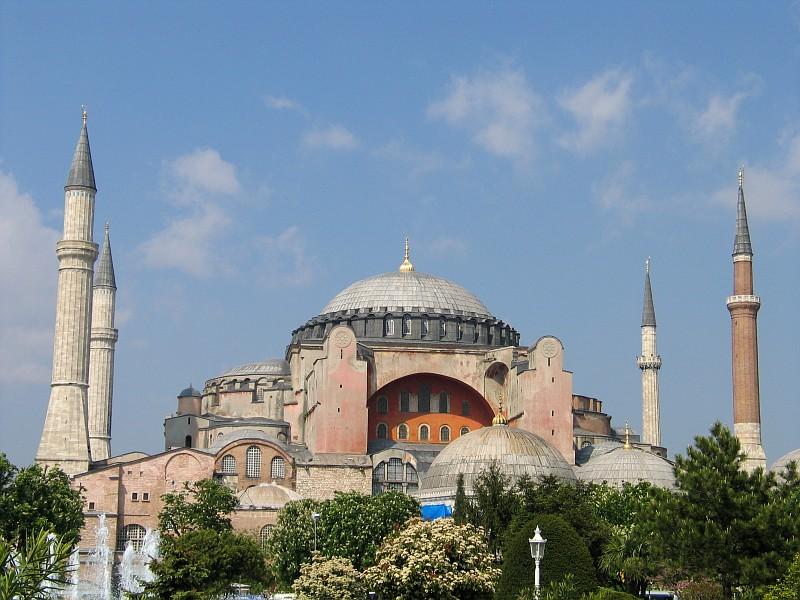
하기아 소피아

튀르키예의 관광은 튀르키예의 관광산업을 가리킨다. 튀르키예의 관광산업은 역사 유적과 에게해와 지중해의 해안 리조트등이 주로 포함된다.

## 사진

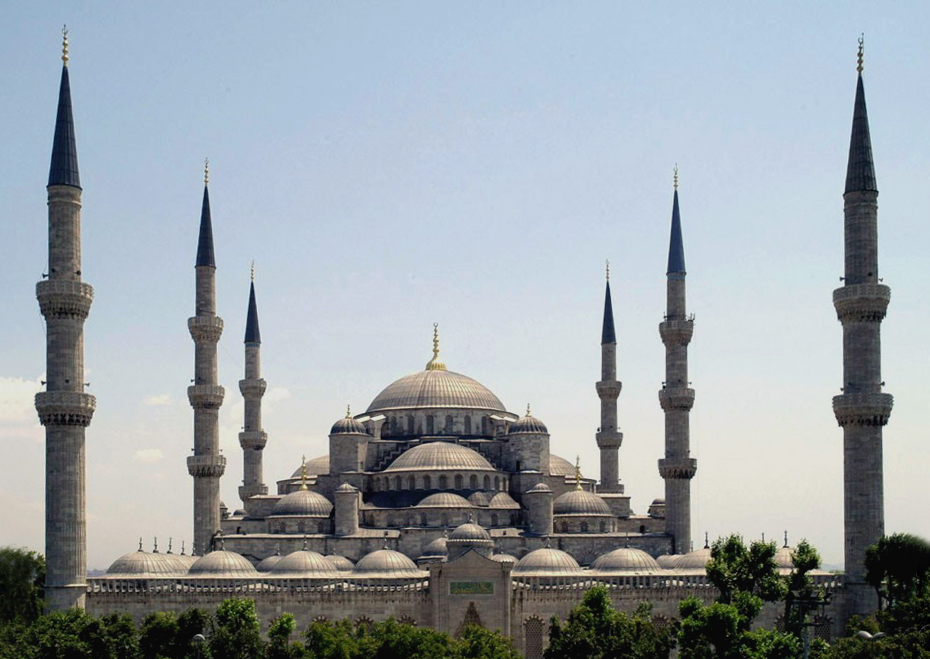
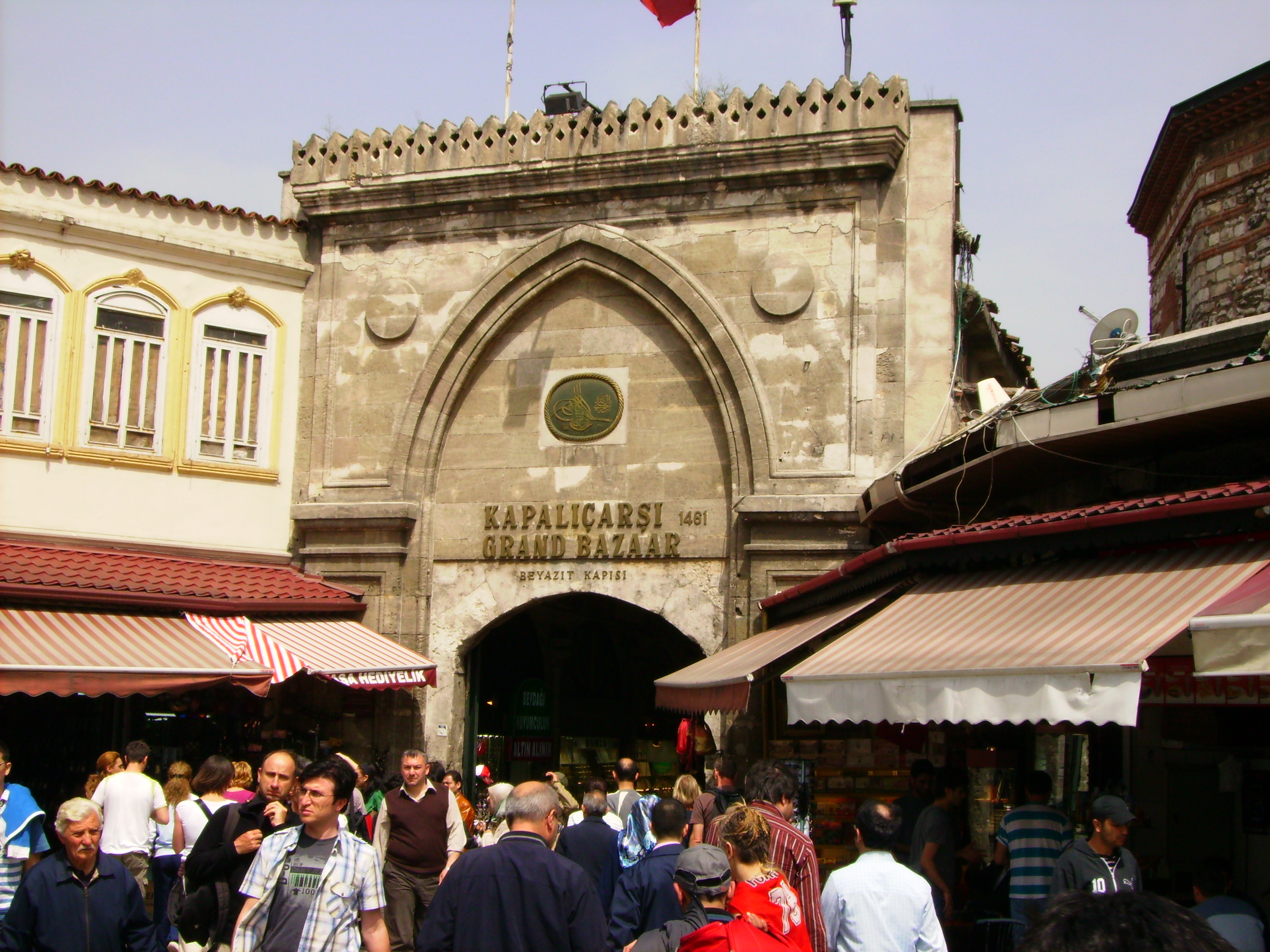
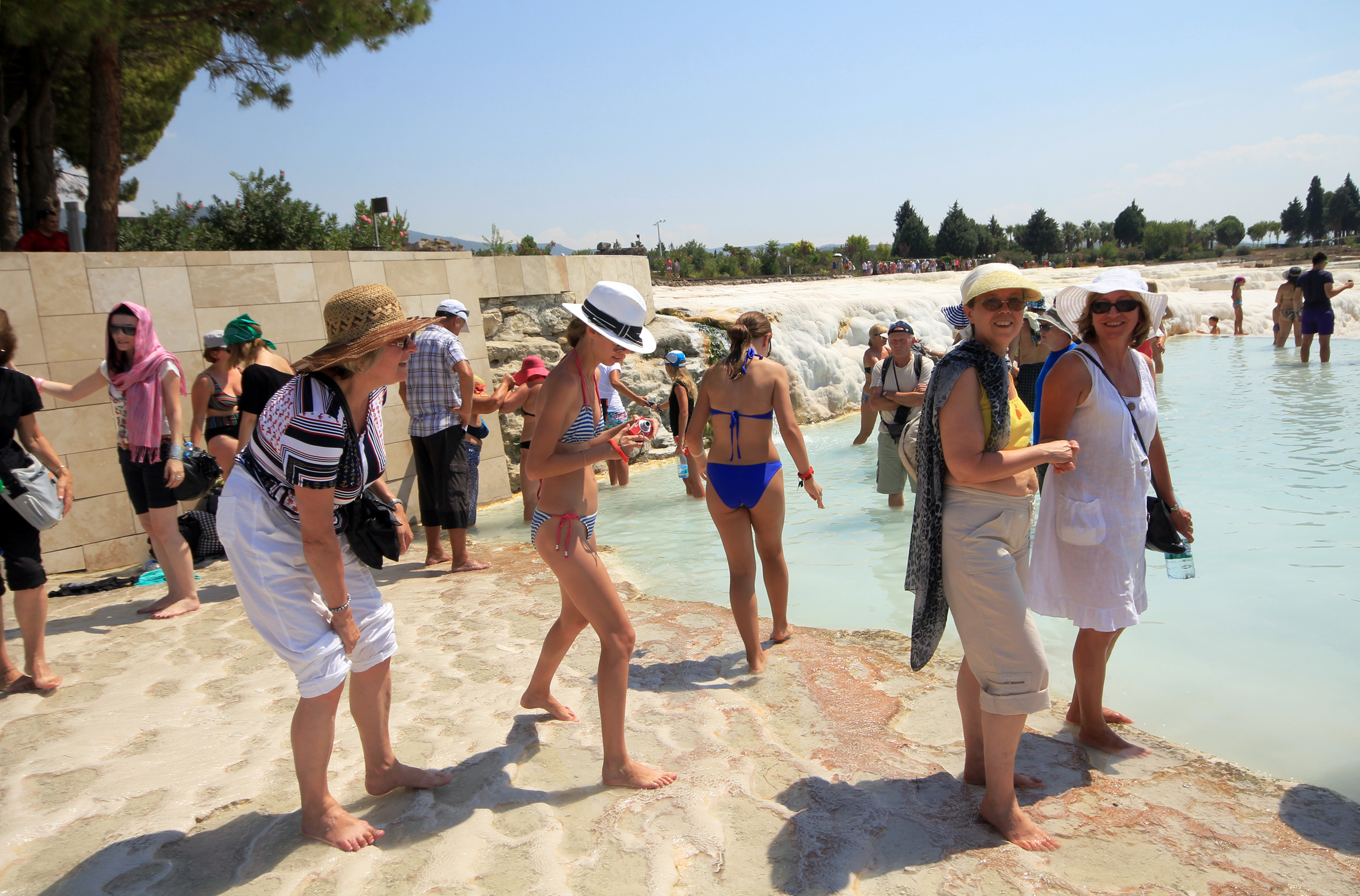
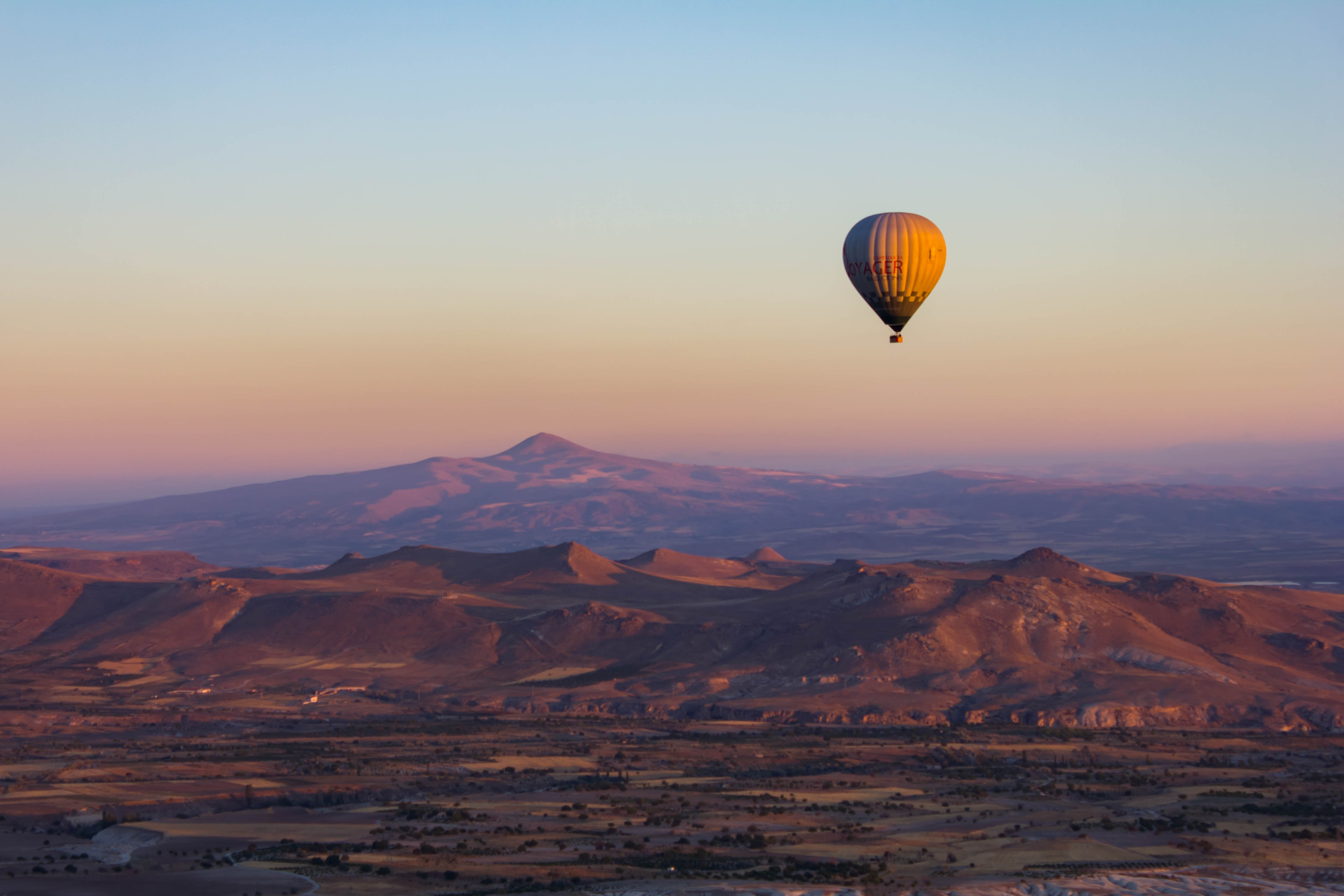